# دون كاميرون (سياسي)
دون كاميرون (بالإنجليزية: Don Cameron)‏ هو سياسي أسترالي، ولد في 15 أكتوبر 1917 في أستراليا، وتوفي في 22 يونيو 1964. حزبياً، نشط في حزب العمال الأسترالي. وقد انتخب عضو مجلس النواب الأسترالي عن دائرة Division of Lilley ‏ (9 ديسمبر 1961 – 30 نوفمبر 1963).